# Keraudrenia macrantha
Keraudrenia macrantha är en malvaväxtart som först beskrevs av Henri Ernest Baillon, och fick sitt nu gällande namn av Arenes. Keraudrenia macrantha ingår i släktet Keraudrenia och familjen malvaväxter. Inga underarter finns listade i Catalogue of Life.